# Kids with Guns
"Kids with Guns" és una cançó de l'àlbum Demon Days, del grup virtual britànic Gorillaz. Fou llançada com a quart senzill l'àlbum el 10 d'abril de 2006 al Regne Unit com una doble cara-A juntament amb "El Mañana". La cançó compta amb la col·laboració vocal de Neneh Cherry.
El videoclip del senzill és una successió d'imatges sobre figures d'armes en vermell, blanc o negre, i a vegades hi apareix la inscripció "23 mm". Es tractava del muntatge utilitzat durant l'espectable Demon Days Live, realitzat el novembre de 2005 en el Manchester Opera House.

## Llista de cançons
CD (Regne Unit)
1. "Kids With Guns"
2. "El Mañana"
3. "Stop the Dams"

DVD
1. "El Mañana" (Vídeo)
2. "Kids With Guns" (Visuals)
3. "Don't Get Lost In Heaven" (Versió demo original)
4. "El Mañana" (Animatic)

CD (Japó)
1. "El Mañana"
2. "Kids With Guns"
3. "Stop the Dams"
4. "Don't Get Lost In Heaven" (Versió demo original)
5. "El Mañana" (Vídeo)

EP iTunes
1. "El Mañana" (Directe a Harlem)
2. "Kids with Guns" (Visuals)
3. "Hong Kong" (Directe a Manchester)
4. "Stop the Dams"